# Beelzebub
Beelzebub (jap. べるぜバブ Beruzebabu) – manga autorstwa Ryūheia Tamury. Początkowo została opublikowana w sierpniu 2008 jako one-shot w magazynie „Shūkan Shōnen Jump” wydawnictwa Shūeisha. Następnie jako seria była publikowana w tym samym czasopiśmie od lutego 2009 do lutego 2014. Następnie została przeniesiona do magazynu „Shōnen Jump Next!!”, gdzie pod tytułem Beelzebub: Bangai-hen ukazywała się od maja 2014 do marca 2015. 
Na podstawie mangi studio Pierrot Plus wyprodukowało odcinek OVA, który miał premierę na Jump Super Anime Tour w październiku 2010. Następnie powstał 60-odcinkowy serial anime, emitowany od stycznia 2011 do marca 2012. 

## Fabuła
Anime opowiada historię „najsilniejszego młodocianego przestępcy”, Ogi Tatsumi, który jest pierwszoklasistą w „Liceum Ishiyama” – szkole dla przestępców. Akcja rozpoczyna się, gdy Oga opowiada swojemu najlepszemu przyjacielowi Furuichiemu Takayuki jak znalazł dziecko. Pewnego dnia robiąc pranie nad  rzeką, (w rzeczywistości walczył z grupką kryminalistów, którzy próbowali go zabić podczas snu), zauważył dryfującego mężczyznę i postanowił go uratować. Po wyciągnięciu na brzeg mężczyzna rozpadł się na pół, a w jego wnętrzu leżało małe dziecko. Okazało się, że chłopiec jest synem wielkiego króla demonów, a Tatsumi został wybrany na jego opiekuna w świecie ludzi.  Oga spotyka demoniczną pokojówkę Hildę, która ma mu pomóc w wychowywaniu dziecka. Młody przestępca postanawia pozbyć się Małego Beela poprzez znalezienie kogoś silniejszego i bardziej złowieszczego od siebie. Podobno wtedy dziecko zmieni swojego opiekuna. Tatsumi udaje się więc do „Liceum Ishiyama” by stoczyć pojedynek z najsilniejszymi przestępcami w szkole. Okazuje się, że niewielu z nich ma jakiekolwiek szanse mu dorównać. 

## Manga
Manga po raz pierwszy została opublikowana 11 sierpnia 2008 jako one-shot w magazynie „Shūkan Shōnen Jump” wydawnictwa Shūeisha. Manga zdobyła nagrodę Gold Future Cup podczas czwartej edycji konkursu. Następnie ukazywała się na łamach tego samego magazynu od 23 lutego 2009 do 24 lutego 2014. Seria poboczna zatytułowana Beelzebub: Bangai-hen (jap. べるぜバブ 番外編 Beruzebabu Bangai-hen) była publikowana w magazynie „Shōnen Jump Next!!” od 7 maja 2014 do 13 marca 2015. Wydawnictwo Shūeisha zebrało 246 rozdziałów serii w 28 tankōbonach, które wydawano od 2 lipca 2009 do 1 maja 2015. 
| Nr | Data wydania (język japoński) | ISBN (język japoński)  |
| -- | ----------------------------- | ---------------------- |
| 1  | 3 lipca 2009                  | ISBN 978-4-08-874732-3 |
| 2  | 4 września 2009               | ISBN 978-4-08-874774-3 |
| 3  | 4 listopada 2009              | ISBN 978-4-08-874775-0 |
| 4  | 4 lutego 2010                 | ISBN 978-4-08-874797-2 |
| 5  | 2 kwietnia 2010               | ISBN 978-4-08-870025-0 |
| 6  | 4 czerwca 2010                | ISBN 978-4-08-870051-9 |
| 7  | 4 sierpnia 2010               | ISBN 978-4-08-870090-8 |
| 8  | 4 listopada 2010              | ISBN 978-4-08-870128-8 |
| 9  | 29 grudnia 2010               | ISBN 978-4-08-870165-3 |
| 10 | 4 marca 2011                  | ISBN 978-4-08-870193-6 |
| 11 | 2 maja 2011                   | ISBN 978-4-08-870223-0 |
| 12 | 4 lipca 2011                  | ISBN 978-4-08-870259-9 |
| 13 | 2 września 2011               | ISBN 978-4-08-870286-5 |
| 14 | 2 grudnia 2011                | ISBN 978-4-08-870318-3 |
| 15 | 2 marca 2012                  | ISBN 978-4-08-870373-2 |
| 16 | 4 czerwca 2012                | ISBN 978-4-08-870405-0 |
| 17 | 3 sierpnia 2012               | ISBN 978-4-08-870480-7 |
| 18 | 4 października 2012           | ISBN 978-4-08-870519-4 |
| 19 | 4 grudnia 2012                | ISBN 978-4-08-870554-5 |
| 20 | 4 marca 2013                  | ISBN 978-4-08-870619-1 |
| 21 | 2 maja 2013                   | ISBN 978-4-08-870664-1 |
| 22 | 4 lipca 2013                  | ISBN 978-4-08-870767-9 |
| 23 | 4 września 2013               | ISBN 978-4-08-870803-4 |
| 24 | 1 listopada 2013              | ISBN 978-4-08-870836-2 |
| 25 | 4 stycznia 2014               | ISBN 978-4-08-870889-8 |
| 26 | 4 kwietnia 2014               | ISBN 978-4-08-880042-4 |
| 27 | 4 czerwca 2014                | ISBN 978-4-08-880070-7 |
| 28 | 1 maja 2015                   | ISBN 978-4-08-880411-8 |

## Anime
Adaptacja anime została wyprodukowana przez studio Pierrot Plus. Odcinek OVA został zaprezentowany podczas wydarzenia Jump Super Anime Tour między 23 października a 21 listopada 2010. Emisja serialu telewizyjnego rozpoczęła się 9 stycznia 2011 w stacji Yomiuri TV, a zakończyła się 25 marca 2012, licząc 60 odcinków. Jednak niektóre odcinki zostały przełożone i przełożone po trzęsieniu ziemi w Tōhoku. Prawa do streamingu w Ameryce Północnej i Europie nabył Crunchyroll.

### Ścieżka dźwiękowa
| Odcinki        | Tytuł                                                                  | Wykonawca        | Źródło   |
| Czołówka       | Czołówka                                                               | Czołówka         | Czołówka |
| -------------- | ---------------------------------------------------------------------- | ---------------- | -------- |
| OVA            | „Appare☆ banchō sanchō! Beelzebub” (jap. アッパレ☆番長参上!べるぜバブ) | Hiroaki Takeuchi | [ 40 ]   |
| 1–10           | „DaDaDa” (jap. だだだ)                                                 | Group Tamashii   | [ 40 ]   |
| 11–23          | „Hajimaru no wa, sayonara” (jap. 始まるのは, サヨナラ)                 | On/Off           | [ 40 ]   |
| 24–35          | „Hey!!!”                                                               | Flow             | [ 40 ]   |
| 36–48          | „Baby U”                                                               | MBLAQ            | [ 40 ]   |
| 49–60          | „Only you -Kimito no kizuna” (jap. Only you -キミとのキヅナ-)          | Lc5              | [ 40 ]   |
| Napisy końcowe |                                                                        |                  |          |
| 1–10           | „Answer”                                                               | no3b             | [ 40 ]   |
| 11–23          | „Tsuyogari” (jap. つよがり)                                            | Shōko Nakagawa   | [ 40 ]   |
| 24–35          | „Nanairo☆namida” (jap. なないろ☆ナミダ)                                | Tomato n’Pine    | [ 40 ]   |
| 36–48          | „Papepipu♪ Papipepu♪ Papepipupo♪” (jap. パペピプ♪パピペプ♪パペピプポ♪) | Nozomi Sasaki    | [ 40 ]   |
| 49–59          | „Shōjo Traveller” (jap. 少女トラベラー)                                | 9nine            | [ 40 ]   |
| 60             | „DaDaDa” (jap. だだだ)                                                 | Group Tamashii   | [ 40 ]   |